# Horda
L'horda era una estructura sociopolítica i militar històrica que es trobava a l'estepa eurasiàtica, normalment associada amb els pobles turcs i mongols. Aquesta forma d'entitat es pot veure com l'equivalent regional d'un clan o una tribu. Algunes hordes reeixides van donar lloc als kanats.
L'horda era originalment la tenda de campanya del cap d'un grup nòmada i al seu centre administratiu i militar. Deriva del turc ordu, del que va passar al rus ordá i després al polonès horda. Va passar a les llengües europees al segle xvi. L'horda en tant que tenda, servia no sols de residència al cap, sinó de mesquita o església, d'harem i de lloc de govern i comandament, i es transportava allà on anava el cap seguint els costums estacionals. Més tard, a mesura que va avançar la sedentarització, les tendes van ser substituïdes per palaus permanents (Vella Sarai, Tabriz, Sultaniyya, Karakorum, Khanbalik o Pequín i altres). Encara que de fet l'horda en el seu sistema antic de tenda havia desaparegut al segle xvii, els tàtars de Crimea el van mantenir fins al segle xviii i els turcmans fins al XIX.